# Kabinett Chautemps III

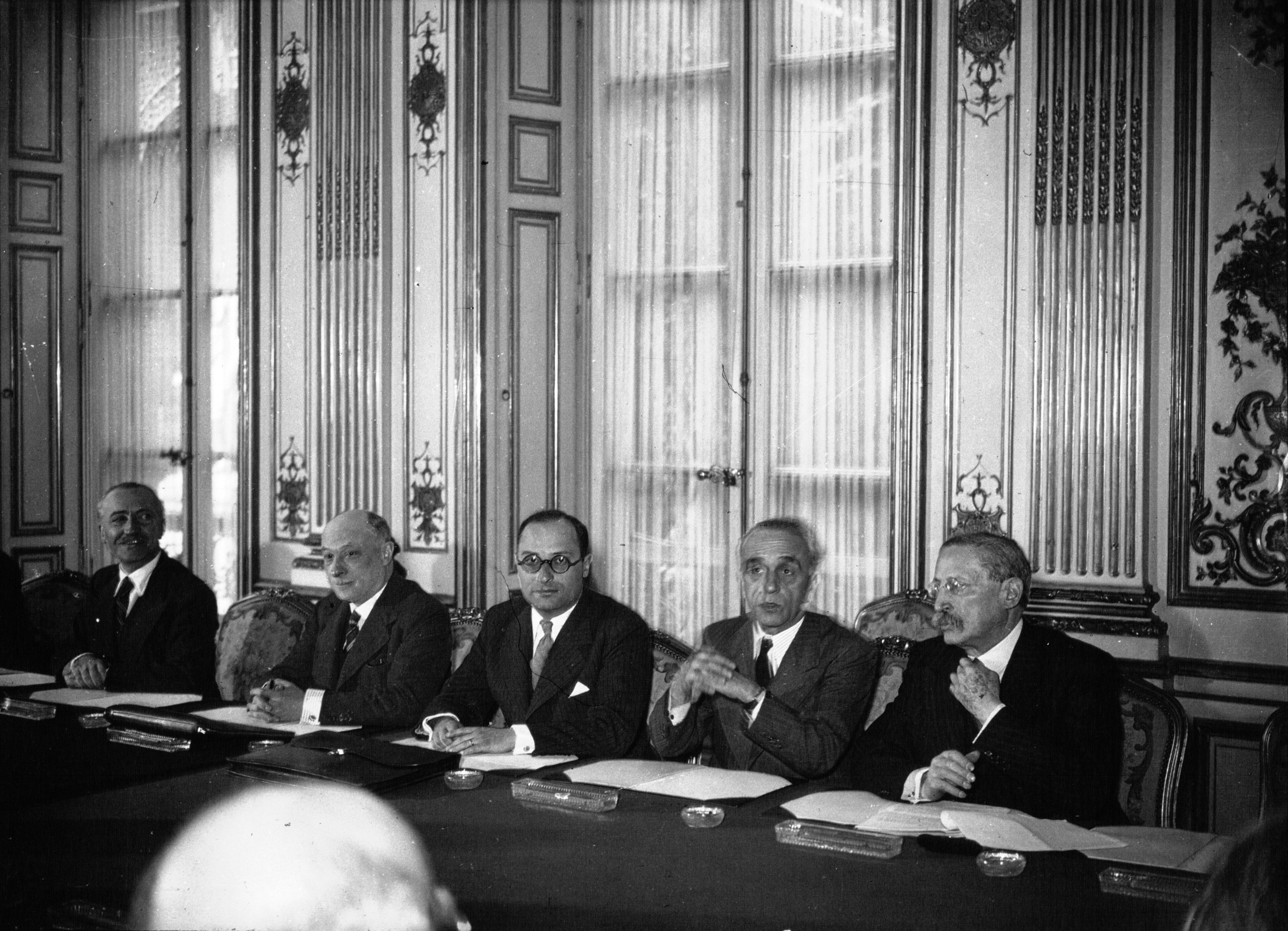
Kabinett Chautemps 1937 (von links: Brunet, Ricart, Zay, Faure, Blum)

Das dritte Kabinett Chautemps war eine Regierung der Dritten Französischen Republik. Es wurde am 23. Juni 1937 von Premierminister (Président du Conseil) Camille Chautemps gebildet und löste das Kabinett Blum I ab. Es blieb bis zum 14. Januar 1938 im Amt und wurde vom Kabinett Chautemps IV abgelöst.
Dem Kabinett gehörten Vertreter der Front populaire an: Parti républicain, radical et radical-socialiste (PRRRS), Section française de l’Internationale ouvrière (SFIO), Union socialiste républicaine (USR) und Ligue de la jeune République (JR).

## Kabinett
Diese Minister bildeten das Kabinett:
- Premierminister: Camille Chautemps (PRRRS)
- Vizepräsident: Léon Blum (SFIO)
- Ministre d’État: Albert Sarraut (PRRRS)
- Ministre d’État: Maurice Viollette (USR)
- Ministre d’État: Paul Faure (SFIO)
- Verteidigungs- und Kriegsminister: Édouard Daladier (PRRRS)
- Justizminister: Vincent Auriol (SFIO)
- Minister des Inneren: Marx Dormoy (SFIO)
- Außenminister: Yvon Delbos (PRRRS)
- Finanzminister: Georges Bonnet (PRRRS)
- Minister für die Marine: César Campinchi[1] (PRRRS)
- Minister für Luftfahrt: Pierre Cot (PRRRS)
- Bildungsminister: Jean Zay (PRRRS)
- Minister für öffentliche Arbeiten: Henri Queuille (PRRRS)
- Minister für Handel: Fernand Chapsal[2] (PRRRS)
- Landwirtschaftsminister: Georges Monnet[3] (SFIO)
- Minister für Kolonien: Marius Moutet[4] (SFIO)
- Minister für Arbeit: André Février[5] (SFIO)
- Minister für Renten: Albert Rivière[6] (SFIO)
- Minister für Post, Telegraphie und Telefonie: Jean-Baptiste Lebas (SFIO)
- Minister für öffentliche Gesundheit: Marc Rucart[7] (PRRRS)

### Unterstaatssekretäre
Dem Kabinett gehörten folgende Sous-secrétaires d’État an:
- Premierminister: William Bertrand[8] (PRRRS)
- Innenministerium: Raoul Aubaud[9] (PRRRS)
- Außenministerium: François de Tessan[10] (PRRRS)
- Finanzministerium: René Brunet[11] (SFIO)
- Landwirtschaftsministerium: André Liautey[12] (PRRRS)
- Kriegsmarine: François Blancho[13] (SFIO)
- Bildungsministerium; zuständig für technische Ausbildung: Alfred Jules-Julien[14] (PRRRS)
- Handelsmarine: Henri Tasso[15] (SFIO)
- Ministerium für öffentliche Arbeiten: Paul Ramadier (USR)
- Ministerium für öffentliche Gesundheit; zuständig für die Organisation von Freizeit und Sport und körperliche Erziehung: Léo Lagrange (SFIO)
- Ministerium für Luftfahrt: Henry Andraud[16] (USR)
- Handelsministerium: Max Hymans[17] (USR)
- Kolonialministerium: Gaston Monnerville (PRRRS)
- Arbeitsministerium: Philippe Serre (JR)

## Historische Einordnung
Finanzminister Bonnet wertete den Franc weiter ab. Im August 1937 wurden die Eisenbahnen verstaatlicht und in der Folge die SNCF gegründet. Nach einem versuchten Staatsstreich am 15. und 16. November 1937 wurde die rechte Terrororganisation Cagoule verboten. Die Regierung Chautemps trat zurück, nachdem sie sich mit den unterstützenden Kommunisten überworfen hatte und darauf die sozialistischen Minister demissionierten.